# Assemblea nazionale (Bielorussia)
L'Assemblea nazionale della Repubblica di Bielorussia (in bielorusso Нацыянальны сход Рэспублікі Беларусь; in russo Национальное собрание Республики Беларусь) è il Parlamento della Bielorussia. Ha struttura bicamerale, componendosi del Consiglio della Repubblica (camera alta) e della Camera dei rappresentanti (camera bassa).

## Funzioni
Mentre ogni camera ha doveri specifici, che assolve separatamente dall'altra, entrambe le camere hanno la possibilità di veto sulle leggi locali che violano la Costituzione.